# 八木鉄兵
八木 鉄兵（やぎ てっぺい、1981年8月26日 - ）は、日本の元ラグビー選手。

## プロフィール
- 東京都出身。
- ポジションはプロップ(PR)。
- 身長 180cm、体重 94kg
- ニックネームはスティーブ[1]。
- 関西代表に選ばれたことがある[2]。

## 略歴
2000年、向上高校卒業後、関東学院大学に入る。
2004年、関東学院大学卒業後、ヤマハ発動機ジュビロに加入。
2005年12月24日に行われたジャパンラグビートップリーグ第11節の三洋電機ワイルドナイツ戦に途中出場で公式戦初出場を果たす。
2013年、現役を引退した。